# Suzuki Lapin
La Suzuki Lapin, chiamata anche inizialmente Suzuki Alto Lapin, è un'autovettura appartenente alla categoria delle kei car prodotta dalla casa automobilistica giapponese Suzuki a partire dal 2002.
È stata anche commercializzata in Giappone solo come Mazda Spiano fino al 2008. La versione Mazda presenta differenze riguardo ad alcuni dettagli stilistici, tra cui un diverso frontale e mascherina ridisegnata.
Il nome "Lapin" deriva dalla omonima parola francese che significa "coniglio" e la macchina sfoggia stemmi con la testa di un coniglio. 
La vettura è stata prodotta in tre serie: la prima generazione chiamata HE21S (2002-2008), la seconda generazione chiamata HE22S (2008-2015) e la terza generazione chiamata HE33S (2015-).